# Oviedo
Oviedo (em asturiano: Uviéu)) é uma cidade e concelho (município) da província e Principado das Astúrias. O município ocupa cerca de 1,76% do território asturiano,[carece de fontes?] tem 186,65 km² de área e em 2021 tinha 219 686 habitantes (densidade: 1 177 hab./km²). Em 2005 a cidade tinha 196 156 habitantes.[carece de fontes?]
A cidade é a capital das Astúrias e a maior cidade em área, porém a segunda no número de habitantes. Forma um triângulo com as principais cidades asturianas: Gijón (a 28 km) e Avilés (30 km).
No seu escudo, está escrito o lema seguinte: "A muito nobre, muito leal, heróica, invicta, benemérita e boa cidade de Oviedo". É apelidada de Capital do Paraíso, já que as Astúrias são o Paraíso Natural.
Encontra-se entre as cinco cidades espanholas que apresentam os menores índices de poluição atmosférica. É conhecida pela limpeza da ruas do seu centro histórico.
Está dotada de vários espaços verdes, dos quais se destaca o Campo de San Francisco, no centro da cidade.
Os seus habitantes, os Ovetenses, são também conhecidos por Carbayones (carvalhões), devido a um carvalho (carbayu em asturiano) lendário, que foi derrubado por se encontrar doente e em risco de tombar, no século XX, ficando uma placa a indicar o lugar onde estava. O mesmo nome é dado ao doce tradicional de Oviedo, um pequeno bolo composto por massa folhada, recheada com uma pasta de amêndoa, ovos e açúcar, coberto por uma capa à base de açúcar.
É a sede da Fundação Príncipe de Astúrias, que atribui prémios em diversas áreas, os mais importantes depois dos Nobel.
Entre os Ovetenses famosos, estão Letícia da Espanha, rainha consorte por matrimónio com o rei Felipe VI; Fernando Alonso, automobilista de Fórmula 1; Leopoldo Alas, um novelista espanhol; e Carmen Polo, esposa do ditador Francisco Franco.

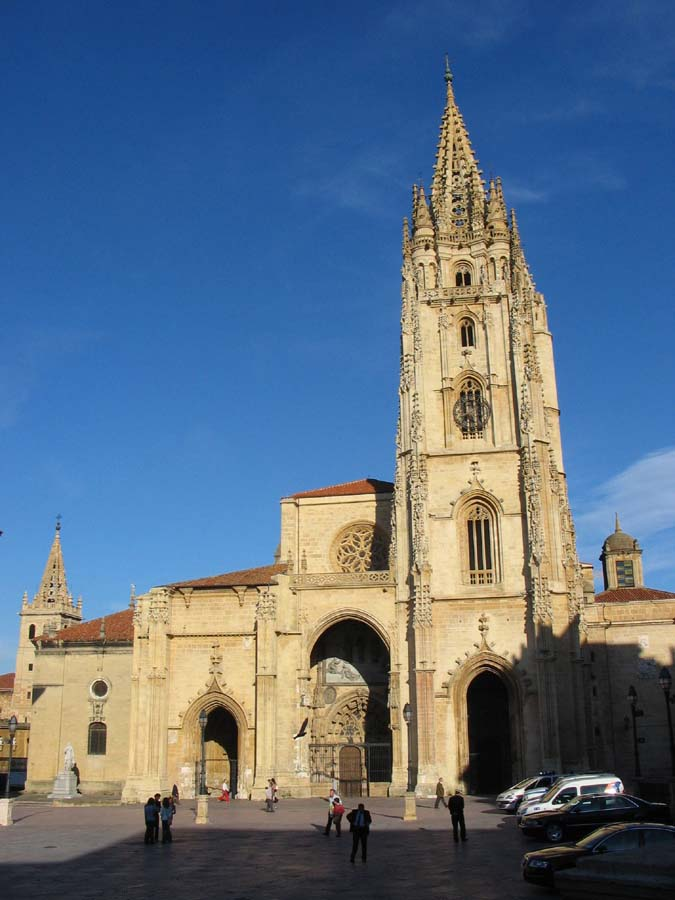
Catedral de Oviedo ou de S. Salvador

## Cidades irmãs
- Valparaíso, Chile; desde 26 de Janeiro de 1973
- Bochum, Alemanha; desde 26 de Outubro de 1979
- Buenos Aires, Argentina; desde 29 de Abril de 1983
- Veracruz, México; desde 24 de Novembro de 1983
- Clermont-Ferrand, França; desde 5 de Abril de 1988
- Tampa (Flórida), Estados Unidos; desde 13 de Dezembro de 1991
- Santiago de Compostela, Espanha; desde 12 de Janeiro de 1993
- Santa Clara, Cuba; desde 2 de Outubro de 1995
- Jersey City (Nova Jersey), Estados Unidos; desde 7 de Julho de 1998
- Zamora, Espanha; desde 9 de Outubro de 2001
- Torrevieja, Espanha; desde 2 de Janeiro de 2004
- Hangzhou, Hangzhou, China; desde 13 de Maio de 2006
- Valencia de Don Juan, Espanha; desde 22 de Julho de 2006
- Viseu, Portugal; desde 10 de Abril de 2007
- Sintra, Portugal; desde 24 de Novembro de 2018